# DIACERO
DIACERO fue una banda chilena formada a fines del año 2016 por los exmiembros de La Ley Rodrigo Aboítiz en los teclados, Mauricio Clavería en la batería, Pedro Frugone en la guitarra y Luciano Rojas en el bajo, más el vocalista Ignacio Redard. El nombre de la banda hizo alusión a la canción «Día cero» que aparece en el álbum Invisible que La Ley publicó en 1995.
La banda publicó en enero de 2019 el álbum «Topografía». Gracias a la gran trayectoria de sus integrantes se les llamaba “La Ley histórica”.

## Carrera musical
En el año 2016, Beto Cuevas anuncia la disolución de la banda La Ley, decisión que Frugone y Clavería calificaron de unilateral, sin embargo, la confirmaron en septiembre del mismo año y anunciaron que se encontraban trabajando en un nuevo proyecto.
DIACERO, proyecto que reunió a cuatro exmiembros de la Ley: Mauricio Clavería, Pedro Frugone, Rodrigo Aboítiz y Luciano Rojas, junto a Ignacio Redard, vocalista del dúo electropop The Plugin, fue presentado en los medios en noviembre, con el lanzamiento de su primer sencillo «Ecos», el cual tuvo un gran alcance, sorprendiendo a medios y a sus mismos integrantes.
El 7 de enero de 2017, DIACERO hace su estreno en vivo en la Cumbre del Rock Chileno, donde interpretaron su primer sencillo junto a temas clásicos. Han realizado múltiples presentaciones en Chile, interpretando sus temas nuevos, logrando un gran recibimiento por parte del público.
El 11 de enero de 2019 lanzaron su álbum debut «Topografía», el que incluye 11 canciones y fue estrenado en vivo en el Teatro Caupolicán el 1 de febrero, en un concierto donde compartieron escenario con Saiko y Lucybell.

## Integrantes
- Rodrigo Aboítiz, sintetizadores
- Mauricio Clavería, batería
- Pedro Frugone, guitarra
- Ignacio Redard, voz
- Luciano Rojas, bajo

## Discografía

### Álbumes
- «Topografía» (2019)

### Sencillos
- «Ecos» (2016)
- «No caí» (2017)
- «Malagente» (2017)
- «Sin Huellas» (2017)
- «Sopor» (2018)